# Баттьяни тер (станция метро)
«Ба́ттьяни тер» (венг. Batthyány tér — площадь Баттьяни) — станция Будапештского метрополитена на линии M2 (красной). Станция расположена под площадью Баттьяни, названной в свою очередь в честь венгерского политического деятеля Лайоша Баттьяни.
Выход со станции осуществляется на площадь Баттьяни перед церковью Святой Анны, улицу Фё (венг. Fő utca), набережную Дуная. «Баттьяни тер» — одна из восьми (по состоянию на 2014 год) станций Будапештского метрополитена, расположенная в Буде; прочие 44 станции находятся в Пеште.
Со станции метро «Баттяни тер» организован переход на одноимённую конечную станцию линии HÉV Баттьяни-тер — Сентендре (северное направление).
Oткрыта 22 декабря 1972 года в составе участка «Деак Ференц тер» — «Дели пайаудвар».
«Баттьяни тер» — станция глубокого заложения, её глубина — 30,8 метра. На станции одна островная платформа пилонного типа.